# Estônia nos Jogos Olímpicos de Inverno de 1994
A Estônia mandou 26 competidores para os Olimpíadas de Inverno de 1994, em Lillehammer, na Noruega. A delegação não conquistou nenhuma medalha.